# Black Star (альбом Тіматі)
Black Star — дебютна платівка російського виконавця Тіматі, записана у стилях R'n'B та хіп-хоп.
У «Black Star» відзначали різномаїття композицій і відсутність одноманітності, яка буває в альбомах подібного музичного стилю.

## Список пісень
1. Intro
2. В Клубе (feat. DJ Dlee)
3. Жара feat. (Nasty & Федір Бондарчук)
4. Жизнь-игра (feat. Дмитро Клімашенко)
5. Zombie
6. Потанцуй (feat. Ксенія Собчак)
7. Детка
8. Не Сходи С Ума
9. Мой Путь (feat. Ратмир)
10. Black Star (feat. Каріна Коск з «ВИА Сливки» & Ігор Крутой)
11. Снова Один (feat. Ірина дубцова)
12. Дождись (feat. Uma2rman)
13. Вопросы
14. Когда ты рядом (feat. Алекса)
15. Сны (feat. Ратмир)
16. Опасные Связи (feat. Ратмир)
17. Откровение (feat. Домінік «Jocker» Бреславський)
18. Я и Ты (feat. Каріна Коск з «ВИА Сливки»)
19. Новая Эра (feat. CLC) (Bonus track)